# Ranunculus levenensis
Ranunculus levenensis là một loài thực vật có hoa trong họ Mao lương. Loài này được Druce ex Gornall miêu tả khoa học đầu tiên năm 1987.